# Ноах Клігер
Ноах Клігер (фр. Noah Klieger, івр. נח קליגר; нар. 31 липня 1926 або 1925, Страсбург, Франція — 13 січень 2018) — ізраїльський журналіст і спортивний адміністратор. Клігер, який вижив в Освенцимі і Равенсбрюку, після закінчення Другої світової війни висвітлював процеси над нацистськими злочинцями, а пізніше працював в галузі спортивної журналістики і займав пости голови баскетбольного клубу «Маккабі» (Тель-Авів) і президента Ради FIBA зі зв'язків з пресою. Кавалер ордена Почесного легіону (2012), член Залу слави ФІБА (2015).

## Життєпис

### Юність
Ноах Клігер народився в 1926 році в Страсбурзі, Франція. Його старший брат був уродженцем Німеччини, але потім їхня сім'я перебралася спочатку до Франції, а звідти в 1938 році до Бельгії.
Після початку Другої світової війни і окупації Бельгії німецькими військами 13-річний Ной став одним з організаторів сіоністської підпільної організації. Члени його групи передавали послання між дорослими підпільними організаціями, добували продовольчі картки і організовували нелегальний перехід кордону для бельгійських євреїв, успішно переправивши до нейтральної Швейцарії близько 270 молодих людей. У 1942 році було вирішено, що прийшла черга вирушати в Швейцарію і самому Ноаху. Він входив до групи з шести чоловік, яка повинна була переправлятися в два прийоми, і поступився місцем в першій трійці своєму товаришу з його дівчиною. Ця трійка перейшла кордон благополучно, але група, в якій йшов Клігер, була схоплена німцями.
Деякий час Клігера тримали в транзитному таборі Мехелен, звідки в січні 1943 року він був відправлений в Освенцим. Там Клігер захворів на пневмонію; за його спогадами, коли йому було наказано приєднатися до числа смертників, він виголосив перед Менгеле і супроводжуючими його лікарями цілу промову, в якій доводив, що ще може приносити користь на роботах. Один з лікарів погодився повернути його в бараки. Надалі йому допоміг вижити випадок: один з офіцерів СС в таборі виявився шанувальником боксу і загорівся бажанням скласти табірну команду боксерів. На питання про те, хто з ув'язнених займався в минулому боксом, 16-річний Клігер підняв руку, хоча насправді ніколи до цього не боксував. Інші члени команди, дійсно бувші до війни хорошими боксерами, щоб не видати юнака, стримували свої удари в поєдинках з ним і давали йому наносити удари їм. Обман не був розкритий, і Клігер разом з іншими членами команди отримував посилене (в порівнянні з іншими ув'язненими) харчування, включаючи часом суп з офіцерської їдальні, і звільнення від робіт у другій половині дня для тренувань. В іншому поводження з ними було навіть більш жорстоким, ніж з іншими ув'язненими — таким чином есесівці підкреслювали, що статус спортсменів не означає привілеїв.
У січні 1945 року, з огляду на наближення до Освенциму частин Червоної армії, залишки ув'язнених були перекинуті до Німеччини. Марш смерті тривав три дні, після чого ті, хто вижив були доставлені ешелонами в табір Дора. Там Клігер вдруге зумів обдурити керівництво табору, видавши себе за фахівця з точній механіці, і був зарахований на завод з виробництва ракет. 4 квітня 1945 його з рештою ув'язнених знову відправили на марш смерті, на цей раз десятиденний, який закінчився в Равенсбрюку. 29 квітня Клігер і інші ув'язнені Равенсбрюка були звільнені Червоною армією.
Після звільнення з табору Ноах Клігер зайнявся журналістикою, зокрема, кореспондентом побував на процесах над нацистськими злочинцями в Бельгії, Франції та Німеччині. У Бельгії він знайшов своїх батьків, які теж вижили в Освенцимі. Його батько Авраам почав публікувати журнал для бельгійських євреїв на німецькій мові, статті якого Ноах перекладав на французьку.
Дізнавшись про діяльність організації «Моссад ле-Алія Бет», яка нелегально вивозила в Палестину європейських євреїв, які втратили в Голокості все майно, включаючи документи, він приєднався до неї, але в липні 1947 року вирішив, що настав і його час відправитися в Палестину. Клігер став пасажиром, а потім членом екіпажу корабля нелегальних іммігрантів «Ексодус» (Exodus — 1947). Незабаром після його прибуття в Палестину почалася війна за незалежність Ізраїлю, і Клігер пішов добровольцем до «Хагану». Він взяв участь у наступальній операції «Дані», був включений до складу загону «французьких командос», потім переведений в сформовану з бійців «Пальмаха» бригаду «Негев» і брав участь в боях на півдні.

## Кар'єра
Після закінчення війни Клігер продовжив журналістську кар'єру. З 1953 року він був кореспондентом французької газети L'Équipe в Ізраїлі і стояв біля витоків першого спортивного розділу в ізраїльській газеті. З 1957 року він входив до редакційної ради газети «Єдіот Ахронот», продовжуючи вести колонку в ній до 90-річного віку. Він також висвітлював процеси, що проходили в Ізраїлі над Адольфом Айхманом і Іваном Дем'янюком і часто писав про людей, які пережили Голокост. Починаючи з 1988 року він брав участь в 27 щорічних «Маршах життя» — освітніх програмах, присвячених історії Голокосту.
Крім журналістики, Клігер брав участь у розвитку ізраїльського і європейського баскетболу. З 1951 по 1969 рік він був головою баскетбольного клубу «Маккабі» (Тель-Авів), входив до складу виконкому і технічної комісії Асоціації баскетболу Ізраїлю, а в подальшому обіймав посади президента Ради ФІБА зі зв'язків з пресою і голови баскетбольної комісії Міжнародної асоціації спортивних журналістів, в обох випадках протягом більш ніж 25 років. З 1970 по 1998 рік він був президентом мультиспортивних клубу «Маккабі» (Рамат-Ган) і протягом 14 років входив до правління всесвітнього спортивного товариства «Маккабіада».
Ноах Клігер помер в грудні 2018 року в віці 92 років. Свою останню колонку в «Єдіот Ахронот», приурочену до 79-річчя цієї газети, він опублікував за два дні до смерті.

## Особисте життя
Дочка — журналістка Ірис Ліфшиц-Клігер.

## Визнання
Ноах Клігер — кавалер Ордена заслуг ФІБА (2010) та премії Спілки журналістів за справу життя, член Залу слави ФІБА з 2015 року. У 2012 році він став кавалером ордена Почесного легіону за поданням газети L'Équipe. Його історії присвячений документальний фільм «Боксувати, щоб жити». У 2016 році йому присвоєно звання почесного громадянина Рамат-Гана.